# Vlag van Hijum

Vlag van Hijum

De vlag van Hijum is de dorpsvlag van het Nederlandse dorp Hijum, in de Friese gemeente Leeuwarden. De vlag werd in 1996 geregistreerd. Het ontwerp van de vlag is van de hand van S. Postma.

## Beschrijving
De beschrijving van de vlag is als volgt:
Twee golvende lengtebanen geel en groen, in de verhouding van 2 : 1; in het geel, aan de broekzijde belegd met een opspringende groene kikker met een geopende rode bek. De kikker met een hoogte, gelijk aan 7/12 vlaghoogte.
De kleuren zijn afkomstig van het dorpswapen.

## Symboliek

Kikker: verwijst naar de bijnaam van de inwoners van Hijum, "kikkers".